# На берегу (фильм, 1959)
«На берегу» (англ. On the Beach), альтернативные названия — «Конец света» и «На последнем берегу», — чёрно-белый художественный фильм режиссёра Стэнли Крамера, вышедший на экраны в 1959 году. Экранизация одноимённого романа Невила Шюта, рассказывающего о последствиях ядерной войны.

## Сюжет
В 1964 году Третья мировая война опустошила Северное полушарие, убив там все население. Воздушные потоки медленно переносят радиоактивные осадки в Южное полушарие, где Мельбурн, Австралия, станет последним крупным городом на Земле, который неизбежно погибнет.
Американская атомная подводная лодка «Соуфиш» под командованием капитана Дуайта Тауэрса прибывает в Мельбурн и поступает под командование Королевского военно-морского флота Австралии. Питеру Холмсу, молодому австралийскому военно-морскому офицеру с женой и грудным ребёнком, поручено быть связным Тауэрса. Холмс приглашает Тауэрса к себе домой на вечеринку, где Тауэрс знакомится с Джулианом Осборном, депрессивным ученым-ядерщиком, который помогал создавать бомбы, и Мойрой Дэвидсон, одинокой алкоголичкой, к которой у Тауэрса возникает робкое влечение. Хотя Мойра влюбляется в Тауэрса, капитан обнаруживает, что не может ответить на её чувства взаимностью, потому что не может заставить себя признать, что его жена и дети в США мертвы.
Между тем, новая научная теория предлагает, что уровень радиации в Северном полушарии, возможно, падал быстрее, чем ожидалось, предполагая, что радиация может рассеяться до того, как достигнет Южного полушария или, по крайней мере, сделает Антарктиду пригодной для жизни. Вскоре после этого австралийцы также обнаруживают непонятный непрерывный сигнал азбукой Морзе, исходящий с Западного побережья Соединённых Штатов, где не должно быть никого живого, кто мог бы его послать. Тауэрсу приказано отправиться вместе с Питером и Джулианом для расследования.
Прибыв в Пойнт-Барроу, Аляска, экипаж подлодки обнаруживает, что уровень радиации по-прежнему очень высок. Теория рассеивания неверна, спасения от радиации не будет. Остановившись затем в Сан-Франциско, «Соуфиш» обнаруживает, что город лишен жизни. Член экипажа, семья которого жила в городе, дезертирует и выплывает на берег, чтобы умереть дома.
Затем подводная лодка останавливается на нефтеперерабатывающем заводе близ Сан-Диего, который был точно определён как источник таинственных сигналов Морзе. Член экипажа обнаруживает, что источник питания все ещё работает на автоматическом управлении. Неподалёку телеграфный ключ запутался в шнуре от оконной шторы и недопитой бутылке Coca-Cola, и океанский бриз беспорядочно дергает его, вызывая радиосигналы.
«Соуфиш» возвращается в Австралию, чтобы дождаться неизбежного. Тауэрс воссоединяется с Мойрой на ферме её отца. Он узнает, что весь персонал ВМС США в Брисбене мертв, и ему поручено командование всеми оставшимися военно-морскими силами США. Осборн, купив самый быстрый Ferrari в Австралии, выигрывает Гран-при Австралии, на котором многие гонщики, которым нечего терять, погибают в огненных авариях.
Выполняя желание Тауэрса, Мойра использовала свои связи, чтобы сезон ловли форели открылся пораньше. Тауэрс и Мойра отправляются за город на рыбалку. Пока пьяные гуляки поют «Вальсирующую Матильду» в баре отеля, Тауэрс и Мойра занимаются любовью в своем номере.
Вернувшись в Мельбурн, Тауэрс узнает, что у первого из членов его экипажа лучевая болезнь. Осталось совсем немного времени. Тауэрс проводит голосование среди своей команды, которая решает, что хочет вернуться в Соединённые Штаты, чтобы там умереть. Осборн закрывается в гараже со своим «Феррари» и заводит двигатель, чтобы покончить с собой из-за отравления угарным газом. Другие стоят в очереди за выданными правительством таблетками для самоубийства. Прежде чем принять свои таблетки, Питер и Мэри вспоминают о том дне, когда они встретились.
Тауэрс прощается с Мойрой в доках. Выбрав долг вместо любви, он уводит «Соуфиш» обратно в море. Убитая горем Мойра наблюдает со скалы, как подлодка погружается под воду.
В течение нескольких дней улицы Мельбурна пустеют. Уличный баннер Армии спасения, который мы уже неоднократно видели в фильме, гласит: «Время ещё есть… Брат».

## В ролях
- Грегори Пек — Дуайт Лайонел Тауэрс
- Ава Гарднер — Мойра Дэвидсон
- Фред Астер — Джулиан Осборн
- Энтони Перкинс — Питер Холмс
- Донна Андерсон — Мэри Холмс
- Джон Тейт — адмирал Брайди
- Харп Макгуайр — лейтенант Сандерстром
- Лола Брукс — лейтенент Хосгуд
- Кен Уэйн — лейтенант Бенсон
- Гай Доулман — лейтенант Фаррел
- Джон Мейллон — Ральф Суэйн
- Джо Маккормик — Акерман, один из жертв лучевой болезни
- Кевин Бреннан — доктор Кинг, врач-радиолог
- Брайан Джеймс — офицер Королевского флота Австралии
- Джон Кассон — капитан и лидер Армии Спасения

## Награды и номинации
- 1959 — попадание в десятку лучших фильмов года по версии Национального совета кинокритиков США.
- 1960 — две номинации на премию «Оскар»: лучший монтаж (Фредерик Кнудтсон), лучшая музыка (Эрнест Голд).
- 1960 — премия «Золотой глобус» за лучшую оригинальную музыку (Эрнест Голд), а также 4 номинации: лучший драматический фильм, лучший режиссёр (Стэнли Крамер), лучший актёр второго плана (Фред Астер), лучший фильм, пропагандирующий международное взаимопонимание.
- 1960 — приз ООН в рамках премии BAFTA, а также номинация в категории «Лучшая зарубежная актриса» (Ава Гарднер).
- 1961 — премия «Голубая лента» за лучший фильм на иностранном языке.

## Культурный вклад и влияние
Братья Стругацкие упоминают этот фильм в комментариях.

Фильм этот сейчас почти забыт, а зря. В те годы, когда угроза ядерной катастрофы была не менее реальна, чем сегодня угроза, скажем, повальной наркомании, фильм этот произвёл на весь мир такое страшное и мощное впечатление, что в ООН было даже принято решение: показать его в так называемый День Мира во всех странах одновременно.
…
Фильм нас буквально потряс. Картина последних дней человечества, умирающего, почти уже умершего, медленно и навсегда заволакиваемого радиоактивным туманом под звуки пронзительно-печальной мелодии «Волсинг Матилда».
— Борис Стругацкий
В 1987 году Аркадий Стругацкий считал, что «На последнем берегу» — единственный фильм на тему ядерной катастрофы в зарубежном киноискусстве, который может сравниться с фильмом «Письма мёртвого человека».
Фильм упоминается также в романах Стивена Кинга «Нужные вещи» и «Под куполом», а также в первом томе романа Харуки Мураками «1Q84».

## Ремейк
В 2000 году роман Невила Шюта был вновь экранизирован. В главной роли снялся Арманд Ассанте.